# Ghizlane Chebbak
Ghizlane Chebbak (in arabo غزلان شباك‎?; Casablanca, 22 agosto 1990) è una calciatrice marocchina attaccante della nazionale marocchina.
È figlia di Larbi Chebbak (1946-2020), anch'egli calciatore di ruolo centrocampista rimasto nel giro della nazionale tra il 1972 e il 1975.

## Carriera

### Club
Inizia la propria carriera calcistica in patria, giocando, tra il 2007 e il 2011, per Wydad Casablanca, Raja Casablanca. Dopo una breve esperienza in Egitto, nel 2011, fa ritorno in Marocco giocando per il Laâyoune e il Nassim, prima di aggregarsi, nel 2013, al FAR Rabat.
Qui vi gioca per oltre dieci anni, fino al febbraio 2024, anno in cui si trasferisce al Levante Badalona, in Spagna.

## Palmarès

### Club
- Campionato marocchino femminile: 6

FAR Rabat: 2016, 2017, 2018, 2019, 2020, 2021, 2022.
- Coppa del Marocco femminile: 5

FAR Rabat: 2016, 2017, 2018, 2019, 2020

### Individuale
- Capocannoniere della Coppa d'Africa: 1

2022 (3 reti, a pari merito con Rasheedat Ajibade e Hildah Magaia)
- Miglior giocatrice della Coppa d'Africa: 1

2022